# Gianluca Tagliavini
Gianluca Tagliavini (Novellara, 13 novembre 1969) è un tastierista italiano.

## Biografia
Nasce a Novellara (RE) nel 1969 ed inizia a suonare le tastiere a 5 anni, preferendo strumenti vintage come l'Organo Hammond. Nel 1994 vince il concorso Yamaha Music Quest. L'affermazione gli vale dapprima la partecipazione ad un concorso musicale a Tokyo, con il brano Casto ad ogni costo, ed un contratto di tre anni al rientro in Italia con la Sony Music per la produzione dell'album Anime in cerca di guai.
Con i Delinqenti ha diverse apparizioni in televisione e partecipa al tour della Heineken. Successivamente partecipa al tour dei Ladri di Biciclette e di numerosi altri artisti tra cui Carl Palmer, Ian Paice. Nel 2005 fa parte del tour americano ed asiatico della Premiata Forneria Marconi e dal 2006 al 2012 ha sostituito Flavio Premoli come tastierista del gruppo.
Successivamente dal 2012 al 2024 partecipa a diversi Tour con Artisti quali Iskra Menarini, Nesli, Dolcenera, Irene Grandi oltre a diversi turni in studio con diversi Artisti nazionali.

## Discografia
- 1995 - Delinqenti - Anime in cerca di guai (Sony Music)
- 2001 - Max Magagni -  Twister (Music Academy Records)
- 2003 - FOG -  Emerson Lake & Palmer Tribute (Rugginenti)
- 2006 - Moonstone Project - Time to Take a Stand (Majestic Rock)
- 2006 - Premiata Forneria Marconi - Stati di immaginazione (Sony Music)
- 2007 - Sonohra - Liberi da sempre (Sony Music)
- 2007 - Premiata Forneria Marconi - 35...e un minuto (Aereostella)
- 2008 - Premiata Forneria Marconi - PFM canta De André (Aereostella)
- 2010 - Premiata Forneria Marconi - A.D. 2010 - La buona novella (Aereostella/Edel Music)